# Смъртоносна изневяра
Смъртоносна изневяра е южнокорейски телевизионен сериал с участието на Чо Йо-джонг, Го Джун, Йон У, Ким Йонг-де и Ким Йе-уон. Сериалът, режисиран от Ким Хьонг-сок и написан от И Сонг-мин, проследява нетрадиционната и напрегната история за Канг Йо-джу, писателка, която пише писмо до съпруга си Хан У-сонг, бракоразводен адвокат, в което се казва: „Ако ми изневериш, ще умреш“. Сериалът се излъчва по KBS2от 2 декември 2020 г. до 28 януари 2021 г. в сряда и четвъртък от 21:30 ч. (КСТ).

## Сюжет
Забавен трилър мистерия за адвокат по бракоразводни дела и съпругата му – писателка на криминални романи, която мисли само за това как да убива хора. Тя написва писмо, в което казва: „Ако изневеряваш, умираш“.

## Актьорски състав и герои

### Главни роли
- Чо Йо-джонг – Канг Йо-джу, автор на няколко бестселъра за мистерии, известна със стила си на писане. Обикновено завършва историите си, като убива мъжките си герои за това, че са ѝ изневерили. Затова я наричат „богомолката“.
- Го Джун – Хан У-сонг, съпруг на Йо-джу, бракоразводен адвокат, който е страстно и емоционално ангажиран с работата си.
- Ким Йонг-де – Ча Су-хо, работник на непълно работно време в магазин за хранителни стоки, който всъщност е агент на Националната разузнавателна служба.
- Йон-у – Го Ми-ре, колежанка, която изглежда невинна, но дълбоко в себе си носи сложна личност.

### Поддържащи роли
- Сонг Ок-Сук – Йом Джин-ок, професионална домакиня, работеща в дома на Йо-джу и У-сонг
- На Йонг-хи – майката на Хан У-сонг
- Джунг Санг-хун – Сон Джин-хо, най-добрият приятел на Хан У-сонг и секретар на адвокатската кантора.
- И Се-на – Мин Юн-хи, съпругата на Джин-хо
- Ким Джи-хун – Сон Донг-хо, син на Джин-хо
- И Си Он – Джанг Сонг Чол, опитен детектив от отдел Убийства
- Ким Йе-уон – Ан Се-джин, единствената жена детектив в отдела за насилствени престъпления
- И Те-хьонг – Хонг Сунг-уан, ръководител на екипа
- Хонг Су-хьон – Бек Су-джунг

- Гонг Санг-Ах – О Хьон Джунг, отговорник за сутрешната информационна програма
- Ю Джун Хон – Ким Док-ги, мениджър на Бек Су-джун

- Ким Су-джин – Ян Джин-сун, представител на издателството
- Сонг Сонг-ха – На Ю-ри

- О Мин-сук – Ма Донг-кьон, директор на Националната разузнавателна служба
- Бе Ну-ри – Ъм Джи-юн, агент на НИС
- Ким До-хьон – Нам Ги-рьонг, водещ политически консултант в Корея
- Хан Су-йон – Пак Хье-кьон, адвокат на съперника на У-сонг
- Че Джунг-у – приятел на Го Ми-ре
- Чон Су Кьон – Юн Хьонг Сук, мащеха на Канг Йо Джу
- Йо Со-йонг – бегач
- Ким Чонг-пал – Бе Джунг-шик, управител на апартамент
- Ким Гуанг-суб – член на Зеления бръшлян

## Продукция
Сериалът, известен още като „Изневеряваш, умираш“, „Мъртъв си, ако изневеряваш“ и „Ако изневерявам, умирам“, е режисиран от Ким Хьонг-сок, а сценарист е И Сунг-Мин. През юли 2020 г. е потвърдено, че Го Джун ще играе главната роля. През август 2020 г. е потвърдено участието на Бе Ну-ри. Първото четене на сценария се провежда през август 2020 г.
На 22 август КБС обявява, че на извънредно заседание е взето решение за спиране на продукцията. Снимките на сериала се прекратяват, за да не се допусне актьорите и екипът да се заразят с пандемията КОВИД-19, тъй като са регистрирани нови случаи на заболяването. На 13 октомври официално е обявен плакатът и първата дата на излъчване. Първият плакат на драмата претендира да представи важна улика, тъй като показва документ в найлонова торбичка, залепена с тиксо на мястото на престъплението. Документът е изцапан с кръв и гласи: „Ако Хан У-сун има връзка с друг човек, след като се е оженил за Канг Йо-джу, Канг Йо-джу ще има всички права върху тялото на Хан У-сонг.“
Епизод 8 не е излъчен в четвъртък, 24 декември 2020 г., за да може да се излъчат наградите на КБС за развлекателни програми за 2020 г.
Епизод 9 не се излъчва в четвъртък, 31 декември 2020 г., за да се даде възможност за излъчване на наградите за драма на КБС за 2020 г. Той е излъчен в сряда, 6 януари 2021 г.

## Гледаемост и рейтинг
По данни на Нилсен Корея първият епизод на сериала е отбелязал 5,8% средна аудитория в страната и 6,2% в метрополията. Той се нарежда на първо място сред драмите в сряда и четвъртък.

## В България
В България сериалът започва излъчване на 13 януари 2022 г. по Би Ти Ви Лейди с разписание нов епизод всеки делник от 20:00 с повторение от 13:30 на следващия ден. На 1 юли 2022 г. започва повторно излъчване. Дублажът е на Саунд Сити Студио. Ролите се озвучават от Петя Абаджиева, Ирина Маринова, Виктор Танев, Явор Караиванов и Камен Асенов.

## Външни връзки
- „Смъртоносна изневяра“ в  Internet Movie Database